# María Eugenia Nieto
María Eugenia Nieto (Montevideo, 15 gennaio 1986) è una giocatrice di beach volley uruguaiana.
È la prima uruguaiana con Fabiana Gómez a giocare ai Campionati mondiali di beach volley.

## Risultati
Giochi panamericani
- 2015: TBD

Campionati mondiali di beach volley
- 2015: 37°

FIVB Beach Volleyball World Tour
- Paraná Open 2014: 25°